# Миланко Витомир
Миланко Витомир (Ђедовци, код Соколца, 1916 — Рогатица, 23. октобар 1941), учесник Народноослободилачке борбе и народни херој Југославије.

## Биографија
Рођен је 1916. године у селу Ђедовци, код Соколца. Потицао је из сиромашне земљорадничке породице, због чега је одмах након завршетка основне школе у Хан Стјеници, почео да ради као надничар на имањима богатијих сељака. Тежак надничарски живот га је определио да веома рано постане активан у политичком животу. Године 1937. је почео да се дружи са револуционарном омладином на Гласинцу, а потом и са комунистима па је 1940. године постао члан тада илегалне Комунистичке партије Југославије (КПЈ).
Окупација Југославије, 1941. године га је затекла у родном крају. По директиви Комунистичке партије, убрзо након окупације се укључио у рад на сакупљању оружја и муниције, а почео је и да ради на припремању народа за устанак. Јула 1941. године је био један од првих бораца тада формиране ударне групе Романијског партизанског одреда. Потом је био командир групе бораца која је била упућена на сектор Месићи—Вражалице—Горажде са задатком да прикупљају и пребацују оружје на Романију, да окупљају нове борце и врше нападе на непријатељска упоришта.
Задатак на овом сектору Миланко је успешно обавио и на Романију се вратио са већом групом бораца, па је због тога био постављен за командира Прве романијске чете. Као командир се истицао храброшћу у борбама, па је брзо стекао поверење својих бораца. Због успеха у борбама, народ Романије и Гласница је почео да пева песме о њему и његовим борцима. Посебно се истакао храброшћу у борбама против Немаца на Романији, 16. августа 1941. године, када су убијена 22 немачка војника, уништена три камиона и заплењена већа количина муниције и оружја.
Нако ове успешне акције немачке јединице се нису појављивале на Романији, све до почетка Друге непријатељске офанзиве у јануару 1942. године, а о овој успешној акцији се причало по окупираном Сарајеву. Највећи део одеће и обуће, као и оружја, које је било заплењено у овој борби, командант Романијског одреда Славиша Вајнер Чича поделио је борцима Миланкове Прве романијске чете, јер су се они највише истакли у борби и допринели овој великој победи.
Десетак дана касније, 26. августа 1941. године Миленко и борци његове чете су се истакли у борби за ослобођење Соколца. Приликом напада на ово место, њихов задатак је био да заузму зграду бивше жандармеријске станице. Миланко је био на челу бораца и заједно са Славишом Вајнером Чичом је пришао до зидина касарне и кроз прозор убацио унутра неколико бомби. Ово је изазвало панику међу жандармима и усташама, који су почели да беже. Тада је био заробљен командир жандармеријске станице са целом посаде, док су усташе успеле да побегну. Након ове борбе, Чича Романијски је Миланка јавно похвалио пред свим борцима, који се након ове акције истицао и у другим борбама на Хан Стјеницама, Крамер Селу, на Романији, као и у борбама за ослобођење Рогатице, почетком септембра 1941. године.
Приликом другог напада на Рогатицу, октобра 1941. године, у борбама које су трајале десетак дана и ноћи, Миланко је са борцима своје чете извршио неколико јуриша на усташе, које су се у граду упорно браниле. Од команданта Штаба сарајевске области Слободана Принципа Сеље и команданта Романијског одреда Славише Вајнера је добио задатак да по сваку цену мора упасти у град, који се мора заузети. Заједно са својим борцима, Миланко је учествовао у новом јуришу у коме је 23. октобра 1941. године био смртно погођен. Истог дана Рогатица је била по други пут ослобођена.
Указом Президијума Народне скупштине Федеративне Народне Републике Југославије, 20. децембра 1951. године, проглашен је за народног хероја.
Непуну годину након Миланкове погибије, рођен је син његовог брата — песник Миланко Витомир Мали, који је понео стричево име, а такође у знак сећања на стрица је добио и надимак Мали, јер га је народ прозвао Миленко Мали.